# Indische Cricket-Nationalmannschaft in Pakistan in der Saison 1997/98
Die Tour der indischen Cricket-Nationalmannschaft nach Pakistan in der Saison 1997/98 fand vom 28. September bis zum 2. Oktober 1997 statt. Die internationale Cricket-Tour war Bestandteil der Internationalen Cricket-Saison 1997/98 und umfasste drei ODIs. Pakistan gewann die Serie 2–1.

## Vorgeschichte
Für beide Mannschaften war es die erste Tour der Saison.
Das letzte Aufeinandertreffen der beiden Mannschaften bei einer Tour fand in der Saison 1989/90 in Pakistan statt.

## Stadien
Die folgenden Stadien wurden für die Tour als Austragungsort vorgesehen.
| Stadion          | Stadt     | Kapazität | Spiele |
| ---------------- | --------- | --------- | ------ |
| Niaz Stadium     | Hyderabad | 15.000    | 1. ODI |
| National Stadium | Karachi   | 34.228    | 2. ODI |
| Gaddafi Stadium  | Lahore    | 60.000    | 3. ODI |

## Kaderlisten
Die folgenden Kader wurden von den Mannschaften benannt.
| ODI | ODI |
| Pakistan | Indien |
| --- | --- |
| - Aaqib Javed - Azhar Mahmood - Hasan Raza - Ijaz Ahmed - Inzamam-ul-Haq - Mohammad Hussain - Mohammad Wasim - Moin Khan - Saeed Anwar - Saleem Elahi - Saqlain Mushtaq - Shahid Afridi - Waqar Younis | - Mohammad Azharuddin - Rajesh Chauhan - Rahul Dravid - Sourav Ganguly - Ajay Jadeja - Vinod Kambli - Saba Karim - Nilesh Kulkarni - Abey Kuruvilla - Debasis Mohanty - Robin Singh - Sachin Tendulkar |

## One-Day Internationals

### Erstes ODI in Hyderabad
| 28. September Scorecard | Hyderabad | Indien 170 (49)                | – | Pakistan 171-5 (44.3) |
|                         |           | Pakistan gewinnt mit 5 Wickets |   |                       |

### Zweites ODI in Karachi
| 30. September Scorecard | Karachi | Pakistan 265-4 (47.2/47.2)   | – | Indien 266-6 (46.3/47) |
|                         |         | Indien gewinnt mit 4 Wickets |   |                        |

### Drittes ODI in Lahore
| 2. Oktober Scorecard | Lahore | Indien 216 (49.2)              | – | Pakistan 219-1 (26.2) |
|                      |        | Pakistan gewinnt mit 9 Wickets |   |                       |